# Данска на Зимским олимпијским играма 1988.
Данска је учествовала на Зимским олимпијским играма 1988. одржаним у Калгариу (Канада) од 13. до 28. фебруара 2012. Ово је било 6. учешће Данске на Зимским играма, прво после паузе од 20 година (1968—1988). 
На ове игре Дански олимпијски комтет послао је само једног учесника, који се такмичио у уметничком клизању.
Националну заставу на свечаном отварању игара 13. фебруара носио је једини такмичар Ларс Дреслер.
На овим Играма Данска није освојила ниједну медаљу.

## Резултати по спортовима

### Уметничко клизање
| Клизач       | ОФ  | КП  | СП | УР   | Пласман      | Детаљи |
| Ларс Дреслер | 8,4 | 4,8 | 15 | 28,2 | 14 / 24 (28) | [ 1 ]  |